# Социал-демократическая партия (Бенин)
Социал-демократическая партия (СПД) (фр. Parti Social-Démocrate; PSD) — политическая партия Бенина. Партия была основана в 1990 году, входит в Социалистический интернационал.

## История
Социал-демократическая партия Бенина была основана в 1990 году. На парламентских выборах 1991 года выступала в альянсе с Национальным союзом за солидарность и прогресс и получила 9,8 % голосов и 8 из 64 мест парламента.
На президентских выборах 2001 года лидер партии Бруно Амуссу получил в 1-м туре 8,6 % голосов, заняв 4 место. Однако, кандидаты, занявшие 2-е и 3-е места, оспаривали результаты и решили бойкотировать 2-й тур. В результате Амуссу вышел во 2-й тур вместе с многолетним президентом Бенина Матьё Кереку, где получил 15,9 % голосов. На парламентских выборах 2003 года СДП участвовала как член Президентского движения, поддерживавшего Матьё Кереку. Будучи в Президентском движении, СДП вместе с Фронтом действия за обновление и развитие и другими группами участвовала в основании Союза за будущее Бенина, который получил 31 из 83 мест парламента.
На президентских выборах 2006 года кандидат от партии Амуссу получил 16,29 % голосов. В 2007 году на парламентских выборах партия входила в Альянс за динамичную демократию, который получил в сумме 20 мест парламента.
Амуссу был переизбран президентом партии в 2009 году, а в 2012 году ушёл в отставку.
СДП входила в альянс Союз создаёт нацию. 